# Christine Hakim
Christine Hakim, właśc. Herlina Christine Natalia Hakim (ur. 25 grudnia 1956 w Kuala Tungkal) – indonezyjska aktorka i producentka filmowa, działaczka społeczna.
Zagrała m.in. w filmie Cinta Pertama (1973). Rola ta stała się początkiem jej kariery.
Jest sześciokrotną laureatką nagród Citra. Zasiadała w jury konkursu głównego na 55. MFF w Cannes (2002).